# Jens Lossau
Jens Lossau (* 1974 in Mainz) ist ein deutscher Autor von Romanen und Kurzgeschichten in den Genres Thriller, Krimi, Horror, Mystery sowie Jugendbuch. 
Bekannt geworden ist Lossau durch die Krimis um das skurrile Kommissar-Duo Grosch und Passfeller, die er zusammen mit Co-Autor Jens Schumacher publizierte. Er lebt im Odenwald.

## Werke
- Kanon der Melancholie (Co-Autor: Jens Schumacher). Kurzgeschichten. Nitzsche-Verlag, 1996
- Entitäten (Co-Autor: Jens Schumacher). Kurzgeschichten mit Bildbeigaben von HR Giger. Ventil-Verlag, Mainz 1997
- Der Schädeltypograph (Co-Autor: Jens Schumacher). Societäts-Verlag, Frankfurt 2002
- Der Luzifer-Plan (Co-Autor: Jens Schumacher). Societäts-Verlag, Frankfurt 2003
- Das Mahnkopff-Prinzip (Co-Autor: Jens Schumacher). Blitz-Verlag, Windeck 2004
- Die Menschenscheuche (Co-Autor: Jens Schumacher). Societäts-Verlag, Frankfurt 2004
- Die Schlafwandler. Societäts-Verlag, Frankfurt 2007
- Der Rebenwolf (Co-Autor: Jens Schumacher). Agiro-Verlag, Neustadt 2007
- Nordseeblut. Blitz-Verlag, Windeck 2010
- Dunkle Nordsee. Blitz-Verlag, Windeck 2010
- Schwarzes Erbe. dp Digital Publishers, Stuttgart 2014
- Phobie. dp Digital Publishers, Stuttgart 2014
- Zapping. dp Digital Publishers, Stuttgart 2014
- Nicht springen!. dp Digital Publishers, Stuttgart 2016

### Die Fälle des IAIT Serie, Co-Autor: Jens Schumacher
- Der Elbenschlächter. Lyx-Verlag, Köln 2010
- Der Orksammler. Lyx-Verlag, Köln 2010
- Der Schädelschmied. Lyx-Verlag, Köln 2011
- Der Knochenhexer. Feder & Schwert, Mannheim 2013
- Die Wüstengötter. Feder & Schwert, Mannheim 2015
- Der Pfuhldrache. Feder & Schwert, Mannheim 2017